# 科莫多島鸚竺鯛
科莫多島鸚竺鯛（學名：Ostorhinchus komodoensis），又稱科莫多島鸚天竺鯛，為輻鰭魚綱鈎頭魚目天竺鯛科鸚竺鯛屬下的一個種，分布於西太平洋印尼科莫多島及菲律賓海域，深度10至12公尺，本魚體呈橢圓形，體稍側扁，頭大、眼大、口大且斜裂，頜齒細小，前鰓蓋骨邊緣有鋸齒，鰓蓋骨後緣棘不發達，體被弱櫛鱗，體色淺黃色至銅色，尾柄轉為黑色，尾鳍基部白色，吻部至眼睛有一條鑲藍白邊的褐色條紋，鰓蓋邊緣有狹窄的紅色細紋，背鰭2個，尾鰭略凹，背鰭硬棘8枚、背鰭軟條9枚、臀鰭硬棘2枚、臀鰭軟條7-8枚，體長可達10公分，棲息在有遮蔽的岩礁區，夜間成群活動，屬肉食性，繁殖期時，雄魚具有口孵習性，卵約7日化成仔魚，由雄魚吐出，具短暫的仔魚飄浮期，生活習性不明。